# Han Eun-jung
Han Eun-jeong (en hangul, 한은정; Daejeon, 12 de septiembre de 1980) es una actriz surcoreana.

## Carrera
En julio de 2020 se unió al elenco de la serie Graceful Friends, donde interpretó a Baek Hae-sook, hasta el final de la serie en septiembre del mismo año.

## Filmografía

### Películas
| Año  | Título                       | Rol             |
| ---- | ---------------------------- | --------------- |
| 2004 | Two Guys                     | Ji Seon         |
| 2004 | Don't Tell Papa              | chica en pareja |
| 2008 | The Divine Weapon            | Hong Ri         |
| 2011 | Ghastly                      | Sunny           |
| 2015 | Love at the End of the World | Seo Ja Young    |

### Series de televisión
| Año  | Título                                  | Rol                  | Canal     | Ref.  |
| ---- | --------------------------------------- | -------------------- | --------- | ----- |
| 1999 | For the Sake of Love                    |                      | MBC       |       |
| 2000 | Popcorn                                 |                      | SBS       |       |
| 2002 | Successful Story of a Bright Girl       | Yoon Na Hee          | SBS       |       |
| 2002 | Orange                                  | Han Eun Jung         | SBS       |       |
| 2002 | Age of Innocence                        | Min Kyung            | SBS       |       |
| 2002 | Like a Flowing River                    | Kim Kyung Joo        | SBS       |       |
| 2003 | Scent of a Man                          | Shin Eun Hye         | MBC       |       |
| 2004 | Full House                              | Kang Hye Won         | KBS 2TV   |       |
| 2005 | Wonderful Life                          | Lee Chae Young       | MBC       |       |
| 2006 | Seoul 1945                              | Kim Hye Kyung/Kehee  | KBS 1TV   |       |
| 2007 | The Person I Love                       | Kim Seo Young        | SBS       |       |
| 2008 | The Lawyers of the Great Republic Korea | Lee Ae Ri            | MBC       |       |
| 2009 | Cinderella Man                          | Jang Se Eun          | MBC       |       |
| 2010 | Grudge: The Revolt of Gumiho            | Gu San Daek/Gumiho   | KBS 2TV   |       |
| 2011 | 400-year-old Dream                      | Kang Hee Sun/Soo Hee | KBS 2TV   |       |
| 2014 | Golden Cross                            | Hong Sa Ra           | KBS 2TV   |       |
| 2014 | Iron Man                                | Kim Tae Hee          | KBS 2TV   |       |
| 2018 | Let Me Introduce Her                    | Jung Soo-jin         | SBS       | [ 2 ] |
| 2020 | Graceful Friends                        | Baek Hae-sook        | JTBC      |       |
| 2021 | The All-Round Wife                      | Seo Cho-hee          | KBS1      |       |
| 2023 | Celebridad                              | Wang Ro-la           | Netflix   | [ 3 ] |
| 2023 | Durian's Affair                         | Lee Eun-seong        | TV Chosun | [ 4 ] |

### Programas de televisión
| Año  | Título                                            | Canal    | Notas                          |
| ---- | ------------------------------------------------- | -------- | ------------------------------ |
| 2001 | Preview Touch Comedy File                         | KBS 2TV  |                                |
| 2004 | Love Letter                                       | SBS      | Invitada                       |
| 2010 | Olive News                                        | Olive TV | Conductora                     |
| 2010 | Road for Hope                                     | KBS 1TV  |                                |
| 2010 | Happy Together                                    | KBS 2TV  | Invitada (ep. 154)             |
| 2011 | Secret Europe                                     | FashioN  |                                |
| 2013 | Law of the Jungle in Savanna                      | SBS      | Elenco principal (ep. 81-89)   |
| 2013 | Saturday Night Live Korea                         | tvN      | Presentadora (temp. 4, ep. 35) |
| 2013 | Sweet Makeover                                    | On Style | Presentadora                   |
| 2014 | Happy Together                                    | KBS 2TV  | Invitada (ep. 343)             |
| 2017 | Living Together in Empty Room (Insolent Roommate) | MBC      | Miembro (ep. piloto + 1-11)    |
| 2018 | Law of the Jungle in Mexico                       | SBS      | miembro - (ep. #314-320)       |

### Aparición en videos musicales
| Año  | Canción              | Artista       |
| ---- | -------------------- | ------------- |
| 2005 | «As We Live»         | SG Wannabe    |
| 2005 | «Sin and Punishment» | SG Wannabe    |
| 2005 | «Craze»              | SG Wannabe    |
| 2008 | «Bad Guy»            | Kim Jong Wook |

## Premios y nominaciones
| Año  | Premio                                     | Categoría                                          | Trabajo Nominado              | Resultado |
| ---- | ------------------------------------------ | -------------------------------------------------- | ----------------------------- | --------- |
| 1997 | Gorilla Jeans Contest                      | —                                                  | Ella misma                    | Ganadora  |
| 1999 | Miss World Queen University                | —                                                  | Ella misma                    | Ganadora  |
| 2006 | 7th Korea Visual Arts Awards               | Premio fotogénico, categoría Actuación             | Seoul 1945                    | Ganadora  |
| 2006 | KBS Drama Awards                           | Premio a la excelencia, Actriz                     | Seoul 1945                    | Ganadora  |
| 2008 | 29th Blue Dragon Film Awards               | Mejor nueva actriz                                 | The Divine Weapon             | Nominada  |
| 2009 | 32nd Golden Cinematography Awards          | Mejor actriz                                       | The Divine Weapon             | Ganadora  |
| 2010 | KBS Drama Awards                           | Premio a la excelencia, Actriz in Miniseries       | Grudge: The Revolt of Gumiho  | Ganadora  |
| 2010 | KBS Drama Awards                           | Premio a la alta excelencia, Actriz                | Grudge: The Revolt of Gumiho  | Nominada  |
| 2011 | 33rd Golden Cinematography Awards          | Actriz más popular                                 | Ghastly                       | Ganadora  |
| 2011 | KBS Drama Awards                           | Premio a la excelencia, Actriz en Drama de un acto | 400-year-old Dream            | Ganadora  |
| 2014 | KBS Drama Awards                           | Mejor actriz de reparto                            | Golden Cross                  | Ganadora  |
| 2017 | Popularity Award (junto a P.O.)            | 17th MBC Entertainment Award                       | Living Together in Empty Room | Ganadores |
| 2017 | Top Excellence Award, Variety Category     | 17th MBC Entertainment Award                       | Living Together in Empty Room | Nominada  |
| 2021 | Excellence Award, Actress in a Daily Drama | KBS Drama Award                                    | The All-Round Wife            | Ganadora  |